# ماهی آزاد

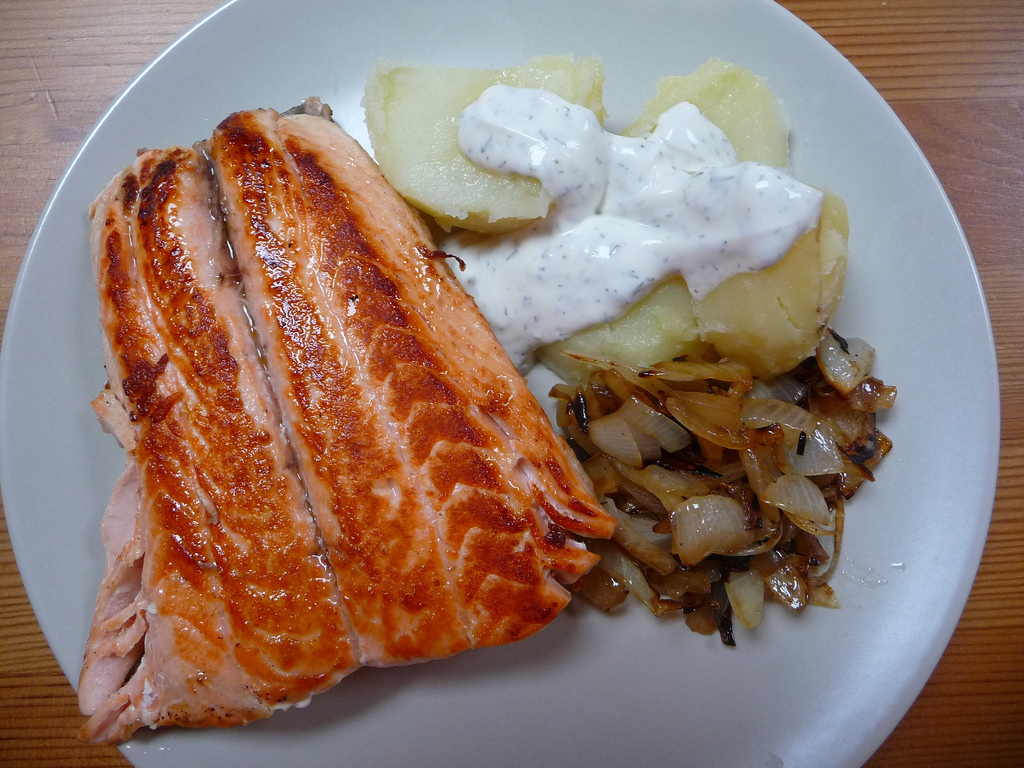
رنگ گوشت این ماهی به رنگ نارنجی یا قرمز است.

ماهی آزاد، سالمون یا سَمِن (به انگلیسی: Salmon، /ˈsæmən/) یا ماهی آزاد دریای شمال یا به تلفظ فرانسوی سومُن Saumon، در ردهٔ آزادماهیان قرار دارد.
آزادماهی‌ها به‌طور معمول در آب‌های شیرین به دنیا می‌آیند، سپس به اقیانوس‌ها رفته و برای تخم‌گذاری دوباره به آب‌های شیرین بازمی‌گردند. تحقیقات نشان داده‌است که آنها برای تخم‌گذاری به نقطه‌ای که در آن متولد شده‌اند بازمی‌گردند.
در مورد تفاوت ماهی سالمون و ماهی قزل‌آلا باید اشاره کرد که این دو ماهی از یک خانواده اند، اما گوشت بدن ماهی سالمون صورتی یا نارنجی (گل‌بهی) است. ماهی سالمون منبع مناسبی برای ویتامین D و ویتامین E محسوب می‌شود و نسبت به ماهیان دیگر امگا ۳ و پروتئین بیشتری دارد.

## نام و ریشه‌شناسی
نام علمی سالمون به دو جنس اصلی Salmo (سالمون اطلسی) و Oncorhynchus (سالمون اقیانوس آرام) اشاره دارد. واژه "Salmon" از ریشه لاتین salmō گرفته شده که احتمالاً از فعل salire (به معنای "پریدن") مشتق شده است، اشاره به توانایی این ماهی در پرش از آبشارها هنگام مهاجرت به رودخانه‌ها دارد. در انگلیسی میانه، این واژه به صورت samoun یا lax (از زبان نورس باستان) نیز ثبت شده است. در فارسی، این ماهی با نام‌های "سالمون"، "آزادماهی" یا "سَمِن" شناخته می‌شود. در فرهنگ دهخدا، از آن به عنوان ماهی مهاجر با گوشت سرخ یاد شده که در آب‌های شمال ایران نیز یافت می‌شود. جالب اینجاست که در برخی گویش‌های محلی، به دلیل شباهت به قزل‌آلا، گاهی با آن اشتباه گرفته می‌شود، اگرچه سالمون رنگ گوشت نارنجی-صورتی متمایزی دارد.
ریخت‌شناسی سالمون‌ها نیز در نام‌گذاری آن‌ها تأثیر گذاشته است. برای مثال، Oncorhynchus از ترکیب یونانی onkos (قلاب) و rynchos (بینی) گرفته شده که به بینی قلاب‌مانند نرهای بالغ در فصل تخم‌ریزی اشاره دارد. این نام‌ها نشان‌دهنده اهمیت فرهنگی و زیستی این ماهی در تمدن‌های مختلف است.

## گونه‌ها
سالمون‌ها به دو گروه اصلی تقسیم می‌شوند: 
1. سالمون اطلسی (Salmo salar): تنها گونه بومی اقیانوس اطلس شمالی که به‌دلیل صید بی‌رویه و تخریب زیستگاه، جمعیت آن در آمریکا به شدت کاهش یافته و تنها در رودخانه‌های مین باقی مانده است. این گونه تا ۱۵۰ سانتیمتر رشد کرده و وزن آن به ۴۷ کیلوگرم می‌رسد.
2. سالمون‌های اقیانوس آرام (Oncorhynchus spp.): شامل ۶ گونه اصلی مانند چینوک (بزرگ‌ترین با ۶۱ کیلوگرم)، ساکای (مشهور به گوشت قرمز)، کوهو، چام، پینک و ماسو است.

تفاوت کلیدی بین این دو گروه در رفتار تخم‌ریزی است: سالمون‌های اقیانوس آرام پس از تخم‌ریزی می‌میرند (Semelparous)، در حالی که سالمون اطلسی ممکن است چندین بار تخم‌ریزی کند (Iteroparous). همچنین، سالمون اطلسی کلروپلاست ندارد، در حالی که برخی گونه‌های اقیانوس آرام مانند ساکای به دلیل رژیم غذایی مبتنی بر krill، رنگدانه آستاگزانتین در گوشتشان تجمع می‌یابد.

## پراکندگی
سالمون اطلسی بومی رودخانه‌های شمال اقیانوس اطلس از جمله اروپا (نروژ، اسکاتلند) و آمریکای شمالی (کانادا، مین) است. در مقابل، سالمون اقیانوس آرام از کالیفرنیا تا آلاسکا، روسیه (کامچاتکا)، و ژاپن پراکنده است. برخی گونه‌ها مانند چینوک به نیوزیلند و پاتاگونیا نیز معرفی شده‌اند.
مطالعات فسیلی نشان می‌دهد اجداد سالمون‌ها حدود ۴۰ میلیون سال پیش در دوره ائوسن ظهور کردند. قدیمی‌ترین فسیل شناخته‌شده (Eosalmo driftwoodensis) در بریتیش کلمبیا کشف شده است. تغییرات آب‌وهوایی دوره‌های یخبندان باعث انزوای جمعیت‌ها و ایجاد گونه‌های جدید شد. امروزه، دامنه پراکندگی سالمون‌ها به دلیل تغییرات اقلیمی و فعالیت‌های انسانی در حال تغییر است.

## چرخه زندگی
چرخه زندگی سالمون نمونه کلاسیک آنادرومی است:
1. تخم‌ریزی: در بسترهای سنگریزی رودخانه‌ها (redds) توسط ماده‌ها انجام می‌شود. هر ماده ۷۵۰۰ تخم می‌گذارد که تنها ۱۵-۳۵٪ به مرحله fry می‌رسند.
2. مراحل جوانی: شامل alevin (تخم‌های دارای کیسه زرده)، fry (جوجه‌ماهی‌های مستقل)، و parr (نوجوانان با خطوط استتار) است.
3. اسمولتی‌شدن: تغییر فیزیولوژیکی برای سازگاری با آب شور، شامل تغییر رنگ به نقرهای و تنظیم اسمزی.
4. مهاجرت به دریا: ۱-۵ سال در اقیانوس رشد می‌کنند.
5. بازگشت به رودخانه: با استفاده از حافظه بویایی به زادگاه خود بازمی‌گردند.

سالمون اطلسی ممکن است چندین بار تخم‌ریزی کند، در حالی که سالمون اقیانوس آرام پس از یک بار تخم‌ریزی می‌میرد و مواد مغذی بدنشان به اکوسیستم رودخانه بازمی‌گردد.

## اکولوژی
سالمون‌ها نقش گونه چتر در اکوسیستم دارند:
انتقال مواد مغذی از دریا به خشکی (حدود ۱۷۰ میلیون تن نیتروژن سالانه در آلاسکا).
طعمه برای بیش از ۱۳۰ گونه شامل خرس‌ها، عقاب‌ها، و نهنگ‌ها.
مطالعات اخیر نشان می‌دهد کاهش اندازه بدن سالمون‌ها (تا ۸٪ در چینوک) به دلیل تغییرات اقلیمی و رقابت غذایی، اثرات مخربی بر زنجیره غذایی داشته است.

## ماهیگیری و تهدیدات
صید صنعتی و غیرپایدار مهم‌ترین عامل کاهش جمعیت سالمون است:
صید بی‌رویه: تا ۹۰٪ کاهش ذخایر سالمون اطلسی در آمریکا از ۱۹۰۰.
مزارع پرورشی: انتقال بیماری‌ها (مانند شپش دریایی) به جمعیت‌های وحشی.
سدها: مانع مهاجرت و تخم‌ریزی می‌شوند (مثال: سدهای کلمبیا).
راهکارهای حفاظتی شامل احیای زیستگاه، محدودیت‌های صید، و برنامه‌های تکثیر مصنوعی است.

## رژیم غذایی
سالمون‌ها در طبیعت شکارچیان فرصت‌طلب با رژیم غذایی متنوع هستند. رژیم آن‌ها بسته به مرحله زندگی و زیستگاه تغییر می‌کند:
در مرحله رودخانه‌ای: نوزادان (fry و parr) عمدتاً از حشرات آبزی (مانند لارو پشه)، سخت‌پوستان ریز (مثل دافنی) و تخم ماهی‌ها تغذیه می‌کنند.
در مهاجرت به دریا: جوجه‌ماهی‌های اسمولت‌شده به مصرف میگوهای کوچک (krill)، ماهی‌های کوچک (مثل شاه‌ماهی جوان) و نرم‌تنان روی می‌آورند. Krill منبع اصلی رنگدانه آستاگزانتین است که باعث رنگ صورتی گوشت سالمون می‌شود.
در اقیانوس: سالمون‌های بالغ از ماهی‌های کوچک (مثل ساردین)، ماهی مرکب و حتی لارو سایر سالمون‌ها تغذیه می‌کنند. مطالعات ایزوتوپ پایدار نشان می‌دهد سالمون‌های اقیانوس آرام ۶۰-۷۰٪ انرژی خود را از منابع گوشتی به دست می‌آورند.
تفاوت کلیدی بین سالمون وحشی و پرورشی در رژیم غذایی است: سالمون‌های پرورشی با خوراک صنعتی حاوی روغن ماهی، آرد سویا و رنگدانه‌های مصنوعی تغذیه می‌شوند که بر ترکیب اسیدهای چرب آن‌ها تأثیر می‌گذارد.

## پرورش
صنعت پرورش سالمون از دهه ۱۹۶۰ در نروژ آغاز شد و امروزه ۷۰٪ سالمون مصرفی جهان را تأمین می‌کند. روش‌های اصلی شامل:
1. قفس‌های دریایی: در نروژ، شیلی و کانادا با تراکم ۱۰-۳۰ کیلوگرم ماهی در مترمکعب. مشکلات این روش شامل شیوع شپش دریایی (Lepeophtheirus salmonis) و آلودگی بستر دریا است.
2. سیستم‌های مدار بسته (RAS): با فیلتراسیون پیشرفته آب و بازیافت ۹۵٪ آب. این روش در حال گسترش است اما هزینه بالایی دارد.

### چالش‌ها
استفاده از آنتی‌بیوتیک‌ها (شیلی سالانه ۵۰۰ گرم به ازای هر تن ماهی مصرف می‌کند).
فرار ماهی‌های پرورشی و اختلاط ژنتیکی با جمعیت‌های وحشی.

### سالمون در تغذیه انسان
مواد مغذی کلیدی: هر ۱۰۰ گرم حاوی ۲۰-۲۵ گرم پروتئین، ۲.۳ گرم امگا-۳ (DHA+EPA) و ۵۲۶-۱۳۰۰ واحد ویتامین D است.
تفاوت وحشی و پرورشی: سالمون وحشی ۳ برابر بیشتر ویتامین D و ۲۰٪ کمتر چربی اشباع دارد.

### خطرات
متیل‌جیوه: سطح آن در سالمون پایین است (۰.۰۱-۰.۰۵ ppm).
دیوکسین‌ها: در نمونه‌های پرورشی اروپا تا ۲.۳ pg/g گزارش شده است.

## تاریخچه و روش‌های ماهیگیری
سابقه صید سالمون به ۸۰۰۰ سال پیش در اسکاندیناوی بازمی‌گردد. روش‌های سنتی و مدرن:
۱. تورهای گیل: توسط بومیان آلاسکا برای صید انتخابی استفاده می‌شود.
۲. قلاب‌گیری: در رودخانه‌های کانادا با محدودیت تعداد صید.
۳. تورهای صنعتی: در اقیانوس با مشکل صید ضمنی (bycatch) نهنگ‌ها و دلفین‌ها همراه است.
تأثیرات انسانی:
کاهش ۷۰٪ جمعیت سالمون اطلس از ۱۹۰۰ تاکنون.
پروژه‌های احیا مانند تخریب سدهای قدیمی در رودخانه الوا (آمریکا).

### سالمون در اساطیر و فرهنگ
۱. اساطیر سلتیک: نماد خرد و دانش (ماهی سالمان در افسانه‌های ایرلندی).
۲. فرهنگ نورس: مرتبط با خدای فریر (Freyr) و نماد باروری.
۳. بومیان آمریکا: قبایل شمال غربی اقیانوس آرام آن را "ماهی مقدس" می‌دانستند و جشن‌های سالانه مانند پوتلچ برگزار می‌کردند.
نمادگرایی مدرن:
نشان شرکت هواپیمایی آلاسکا.
تمبرهای پستی در نروژ و کانادا.

سالمون به‌عنوان نماد استقامت، مهاجرت و بازگشت در فرهنگ‌های مختلف شناخته می‌شود و برخی برندها از این نماد برای انتقال مفاهیم مانند کیفیت، پایداری و اصالت استفاده می‌کنند. در ادامه به چند برند معروف که سالمون بخشی از هویت برندیشان است اشاره می‌شود:
۱. Patagonia Provisions
این برند زیرمجموعه شرکت پاتاگونیا است که روی محصولات غذایی پایدار تمرکز دارد.
سالمون وحشی آلاسکا یکی از محصولات اصلی آن است که با روش‌های پایدار صید می‌شود.
نماد سالمون در لوگو و کمپین‌های آن نشان‌دهنده تعهد به حفاظت از اقیانوس‌هاست 6.
۲. Wild Salmon Center
یک سازمان غیرانتفاعی که برای حفاظت از سالمون‌های وحشی و رودخانه‌هایشان فعالیت می‌کند.
از نماد سالمون در لوگو و ارتباطات خود برای تاکید بر اهمیت اکوسیستم‌های آبی استفاده می‌کند.
۳. Alaska Airlines
خطوط هوایی آلاسکا از تصویر سالمون در برخی کمپین‌های خود استفاده کرده است.
این نماد نشان‌دهنده ارتباط عمیق این شرکت با طبیعت و منابع طبیعی آلاسکا است.
۴. سالمون نروژی (Norwegian Salmon)
برند جمعی مزارع سالمون نروژ که به‌عنوان یکی از باکیفیت‌ترین سالمون‌های جهان شناخته می‌شود.
از نماد سالمون در تبلیغات جهانی خود برای نشان دادن اصالت و استانداردهای بالای پرورش استفاده می‌کند.
۵. Loch Duart Salmon
یک شرکت اسکاتلندی پرورش سالمون که به روش‌های پایدار معروف است.
لوگوی آن شامل یک سالمون است که نشان‌دهنده تعهد به کیفیت و محیط‌زیست است.
نکات کلیدی درباره استفاده برندها از نماد سالمون:
پایداری: بسیاری از برندها از سالمون برای تبلیغ روش‌های پایدار ماهیگیری یا پرورش استفاده می‌کنند.
کیفیت: سالمون وحشی معمولاً به‌عنوان نماد کیفیت و طبیعی بودن به کار می‌رود.
فرهنگ محلی: در مناطق مانند آلاسکا یا نروژ، سالمون بخشی از هویت فرهنگی است و برندها از این ارتباط برای ایجاد اعتماد استفاده می‌کنند.

## ارزش غذایی

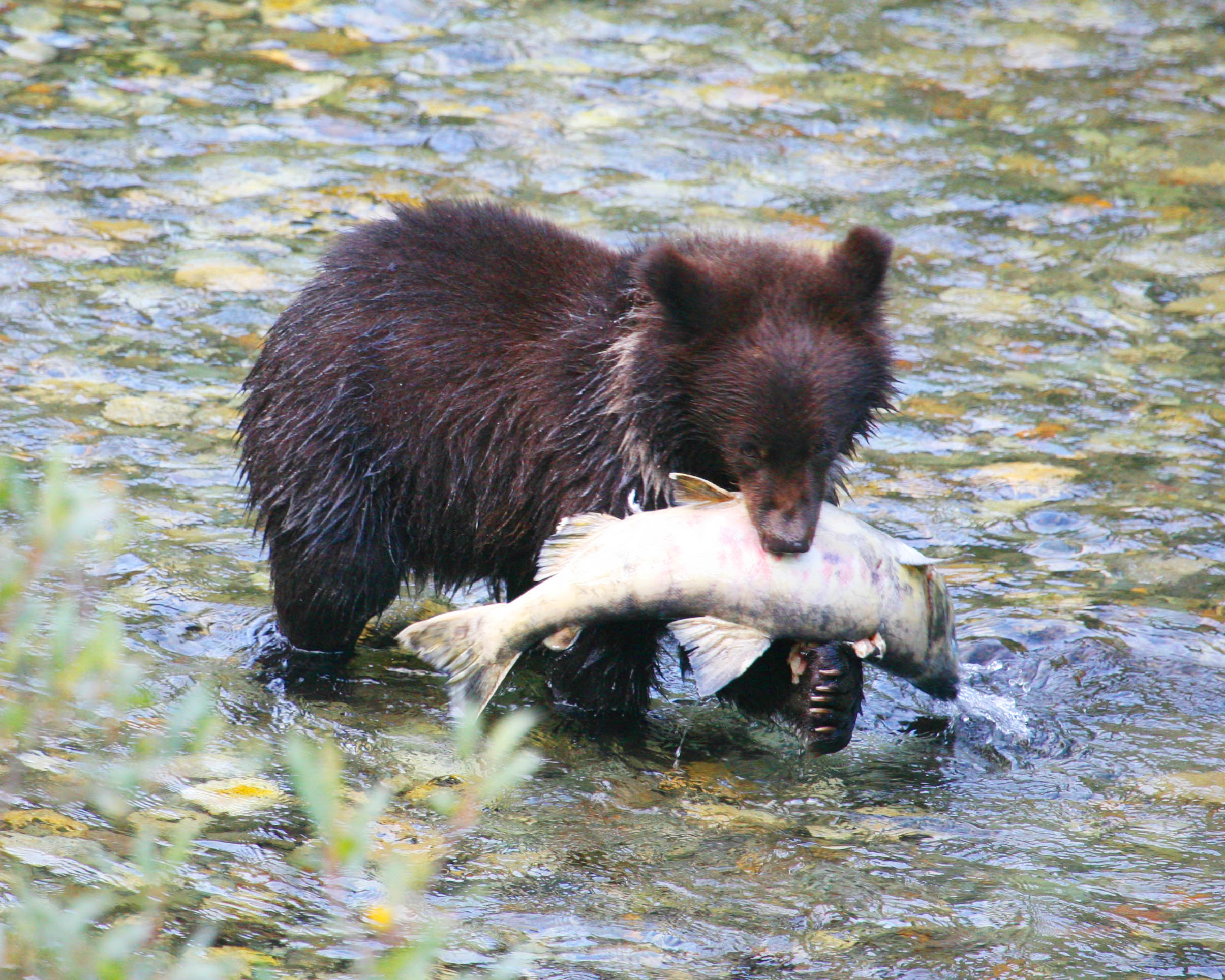
شکار سالمون توسط بچه خرس

اسیدآمینهٔ تیروزین موجود در این ماهی، به افزایش متابولیسم در بدن انسان کمک می‌کند. به علاوه، ماهی سالمون، منبع مناسبی از ویتامین دی و ویتامین ای نیز محسوب می‌شود. گوشت این ماهی نسبت به ماهیان دیگر سرشار از امگا ۳ و پروتئین است و سطح استرس را در انسان به مقدار قابل توجهی کاهش می‌دهد. ماهی سالمون کم کالری بوده و مقدار چربی‌های اشباع شده در آن ناچیز است. امگا ۳ در حفاظت از پوست، تقویت عملکرد قلب و افزایش سلامتی قلب نقش کلیدی بر عهده دارد. ۱۱۳ گرم از این ماهی ۸۷ درصد از نیاز روزانه بدن به امگا ۳ را تأمین می‌کند و این مقدار فراوان، اثرات بسیار مفیدی بر سیستم قلب و عروق می‌گذارد؛ از بروز حملات قلبی، ریتم‌های نامنظم قلب، لخته شدن خون درون رگ‌ها پیشگیری کرده و مقدار کلسترول بد را نیز کاهش می‌دهد. به صورت فهرست‌وار برخی از خواص این ماهی عبارتند از:
- مفید برای سلامتی قلب و عروق
- مفید برای کاهش سطح استرس
- مفید برای کاهش میزان کلسترول بد
- مفید برای پیشگیری از بیماری فشار خون بالا
- مفید برای کنترل فشار خون بالا
- مفید برای تقویت عملکرد مغز
- مفید برای حفاظت از پوست در مقابل اشعه فرابنفش

۱۰۰ گرم از این ماهی، ۲۰ گرم پروتئین، ۱۱ گرم چربی و ۱۸۰ کیلوکالری انرژی دارد.
گوشت این ماهی نسبت به ماهیان دیگر، از امگا۳، پروتئین و ویتامین دی بیشتری برخوردار است. بر اساس گزارشی از نشریهٔ ساینس، آزادماهی می‌تواند حاوی مقادیری از دی اکسین باشد.